# Barbut carabrú
El barbut carabrú (Pogonornis minor) és una espècie d'ocell de la família dels líbids (Lybiidae) que ha estat considerat coespecífic del barbut de MacClounie. 

Habita la selva humida, matollars i boscos d'Angola occidental, sud-oest de la República del Congo, extrem occidental de la República Democràtica del Congo i sud de Gabon.